# Tabitha Yim
Tabitha Yim (Los Ángeles, Estados Unidos, 2 de noviembre de 1985) es una gimnasta artística estadounidense de ascendencia coreana, medallista de bronce del mundo en 2001 en el concurso por equipos.

## 2001
En el Mundial celebrado en Gante (Bélgica) consigue la medalla de bronce por equipos, tras Rumania (oro) y Rusia (plata), siendo sus compañeras de equipo: Tasha Schwikert, Katie Heenan, Ashley Miles, Rachel Tidd y Mohini Bhardwaj.